# 義空
義空（ぎくう、生没年不詳）は、平安時代前期唐から渡来した禅僧。

## 経歴
中国杭州塩官県にあった海昌院の斉安国師に師事。承和年間、皇太后橘嘉智子が恵萼（えがく）を使者として唐に送って唐の禅僧を招聘しようとした。恵萼は弟子とともに五台山を訪れた後に斉安を招聘しようとするが、彼は義空を推挙した。恵萼は承和9年（842年）にいったん帰国するが、この時は義空は同行しなかった。その後、恵萼は再度唐を訪れて義空を説得し、承和14年（847年）の恵萼の帰国に同道する形で来日した。恵萼が日本に戻っている間に、江南においても会昌の廃仏の影響が及び、義空に日本に行くことを促す背景になったとも考えられている。
来日した義空は東寺西院に住したが、その後嘉智子が創建した檀林寺に移ってその開基となった。仏道を問う者は多かったというが、禅宗自体は当時の人々からは理解されずに不振、また当時の日本仏教界の戒律の乱れも彼を失望させた。更に会昌の廃仏が終息して唐の仏教界が再興に向かい始めたこともあり、彼は斉衡年間（854年-857年）には滞日数年で唐に戻った。後に恵萼が再び唐に渡った際、その事績を日本国首伝禅宗記として碑に刻み、日本に送り京の羅城門脇に建てたという。